# Рассел Малкехі
Рассел Малкехі (англ. Russell Mulcahy; 23 червня 1953) — австралійський режисер.

## Біографія
Рассел Малкехі народився 23 червня 1953 року у Мельбурні, Австралія. Почав знімати на 8-міліметрову камеру в 14-річному віці. Режисерську кар'єру розпочав як режисер музичних відеокліпів. Зняв перший кліп показаний на каналі MTV, на пісню «Video Killed the Radio Star» групи «Buggles». Працював з такими зірками як Елтон Джон, Біллі Джоел, Бонні Тайлер, «Duran Duran», «Queen», та інші.
Дебютував у кіно в 1979 році з фільмом «Дерек і Клайв роздобули трубу». У 1984 році екранізує роман Пітера Бреннена «Кабан-сікач». У 1986 році знімає фільм «Горець» з Крістофером Ламбертом у головній ролі. У 1991 знімає другу частину — «Горець 2». Починав знімати «Рембо III» (1988), але був замінений Пітером Макдональдом через творчі розбіжності.
Також в дев'яностих знімає фільми «Рикошет» (1991) з Дензелом Вашингтоном, «Справжня Маккой» (1993) з Кім Бейсінгер, «Тінь» (1994) з Алеком Болдвіном, бойовик «Під прицілом» (1996) з Дольфом Лундгреном, «Мумія: Принц Єгипту» (1998), «Воскресіння» (1999) з Крістофером Ламбертом. У 2007 році знімає третю частину із серії фільмів «Оселя зла» — «Оселя зла: Вимирання»

## Фільмографія
| Рік       |    | Українська назва                  | Оригінальна назва                    | Роль                           |
| --------- | -- | --------------------------------- | ------------------------------------ | ------------------------------ |
| 1979      | ф  | Дерек і Клайв роздобули трубу     | Derek and Clive Get the Horn         | режисер                        |
| 1984      | ф  | Кабан-сікач                       | Razorback                            | режисер                        |
| 1985      | в  | Арена                             | Arena                                | режисер                        |
| 1986      | ф  | Горець                            | Highlander                           | режисер                        |
| 1991      | ф  | Горець 2                          | Highlander II: The Quickening        | режисер                        |
| 1991      | ф  | Рикошет                           | Ricochet                             | режисер                        |
| 1991—1996 | с  | Байки зі склепу                   | Tales from the Crypt                 | режисер                        |
| 1992      | ф  | Синій лід                         | Blue Ice                             | режисер                        |
| 1993      | ф  | Справжня Маккой                   | The Real McCoy                       | режисер                        |
| 1994      | ф  | Тінь                              | The Shadow                           | режисер                        |
| 1996      | ф  | Під прицілом                      | Silent Trigger                       | режисер                        |
| 1997      | с  | Примхи науки                      | Perversions of Science               | режисер                        |
| 1997—2000 | с  | Голод                             | The Hunger                           | режисер                        |
| 1998      | ф  | Мумія: Принц Єгипту               | Tale of the Mummy                    | режисер, сценарист             |
| 1999      | ф  | Воскресіння                       | Resurrection                         | режисер                        |
| 2000      | тф | На останньому березі              | On the Beach                         | режисер                        |
| 2000—2001 | с  | Близькі друзі                     | Queer as Folk                        | режисер                        |
| 2001      | тф | Загублений батальйон              | The Lost Battalion                   | режисер                        |
| 2002      | с  | Єремія                            | Jeremiah                             | режисер                        |
| 2002      | с  | Молоді леви                       | Young Lions                          | режисер                        |
| 2003—2004 | с  | Шкіра                             | Skin                                 | режисер                        |
| 2003      | ф  | Проти течії                       | Swimming Upstream                    | режисер                        |
| 2003      | тф | Померти першим                    | 1st to Die                           | режисер                        |
| 2004      | тф | 3: Історія Дейла Ернхардта        | 3: The Dale Earnhardt Story          | режисер                        |
| 2005      | тф | Таємничий острів                  | Mysterious Island                    | режисер                        |
| 2006      | тф | Тутанхамон: Прокляття гробниці    | The Curse of King Tut's Tomb         | режисер                        |
| 2007      | тф | Контракт з незнайомкою            | While the Children Sleep             | режисер                        |
| 2007      | ф  | Оселя зла: Вимирання              | Resident Evil: Extinction            | режисер                        |
| 2008      | в  | Цар скорпіонів 2: Сходження воїна | The Scorpion King: Rise of a Warrior | режисер                        |
| 2008      | тф | Крутий віраж                      | Crash and Burn                       | режисер                        |
| 2009      | тф | Молитви за Боббі                  | Prayers for Bobby                    | режисер                        |
| 2009      | в  | Відправ їх у пекло, Мелоун        | Give 'em Hell Malone                 | режисер                        |
| 2011—2017 | с  | Вовченя                           | Teen Wolf                            | режисер, продюсер              |
| 2012      | ф  | Цунамі 3D                         | Bait                                 | сценарист, виконавчий продюсер |
| 2015      | с  | Хроніки Ліззі Борден              | The Lizzie Borden Chronicles         | режисер                        |
| 2015      | с  | Приємний на вигляд                | Eye Candy                            | режисер                        |
| 2020      | с  | Тринадцять причин чому            | Th1rteen R3asons Why                 | режисер                        |
| 2023      | ф  | Вовченя: Фільм                    | Teen Wolf: The Movie                 | режисер                        |